# (74) Galatée
Pour les articles homonymes, voir Galatée.
Ne doit pas être confondu avec Galatée (lune).
(74) Galatée (désignation internationale (74) Galatea) est un astéroïde découvert par Ernst Tempel le 29 août 1862 à Marseille. Ce fut le troisième astéroïde découvert par Ernst Tempel.
Sa surface est de couleur très sombre.
Son nom est Galatea, en référence à un des deux Galatées dans la mythologie grecque. Le nom Galatea a aussi été donné à un satellite de Neptune.

## Compléments